# 异株五加
異株五加（学名：Eleutherococcus sieboldianus）为五加科五加属的植物。落葉灌木，高約三公尺，莖彎曲，有上長的刺，初夏開繖形花序的綠白色花，結聚集成串的黑色果實。每支葉柄長出3-7枚倒卵形小葉，暗黑色的葉脈使葉片成斑駁狀。分布在日本以及中国大陆的安徽等地，生长于海拔1,600米的地区，多生长于杂木林和貧瘠土壤中，目前尚未由人工引种栽培。

## 用途
樹形優美可作樹籬，耐城市污染，有藥用價值，但目前僅對外觀相近的西伯利亞人蔘（E. senticosus）研究較多